# Templo Guoqing
O Templo Guoqing (chinês tradicional: 國清寺, chinês simplificado: 国清寺, pinyin: Guóqīng sì, Wade–Giles: Kuoch'ing Szu) é um templo budista localizado na Cordilheira de Tiantai, província de Zhejiang, República Popular da China. Originalmente construído em 598 EC, durante a Dinastia Sui e reabilitado durante o reinado do Imperador Yongzheng (r. 1722-1735 EC; Dinastia Qing), o templo situa-se a cerca de 220 quilómetros da cidade de Hangzhou. Foi primeiro local o teve início a criação da escola de Budismo Mahayana, Tiantai , fundada por Zhiyi (538-597 EC). O templo ocupa uma área de cerca de 23.000 m2 e dispõe de 600 quartos num total de 14 salões diferentes, incluindo o Salão Principal do Sakyamuni, o Salão dos Quinhentos Arhats e o Salão do Monge Jigong. O exterior do complexo arquitectónico é composto por pagodes chineses, como é exemplo o Pagode Sui, o Pagode dos Sete Budas e o Pagode Memorial do Monge Yi Xing (683–727 EC).

## Importância
Este templo da montanha é o local onde o budismo indígena chinês floresceu longe dos ensinamentos e doutrinas budistas comummente vistos na Índia. A partir desse local, a seita budista de Tiantai difundiu-se para a Coreia e Japão durante a Dinastia Tang (618–907 EC). A estrutura do Pagode Guoqing construída no ano 597 EC permanece ainda intacta, tornando-o um dos pagodes de tijolo mais antigos sobreviventes na China (que, com mais de 40 metros de altura prevalece o Pagode Songyue remanescente do ano de 523 EC).

## Galeria

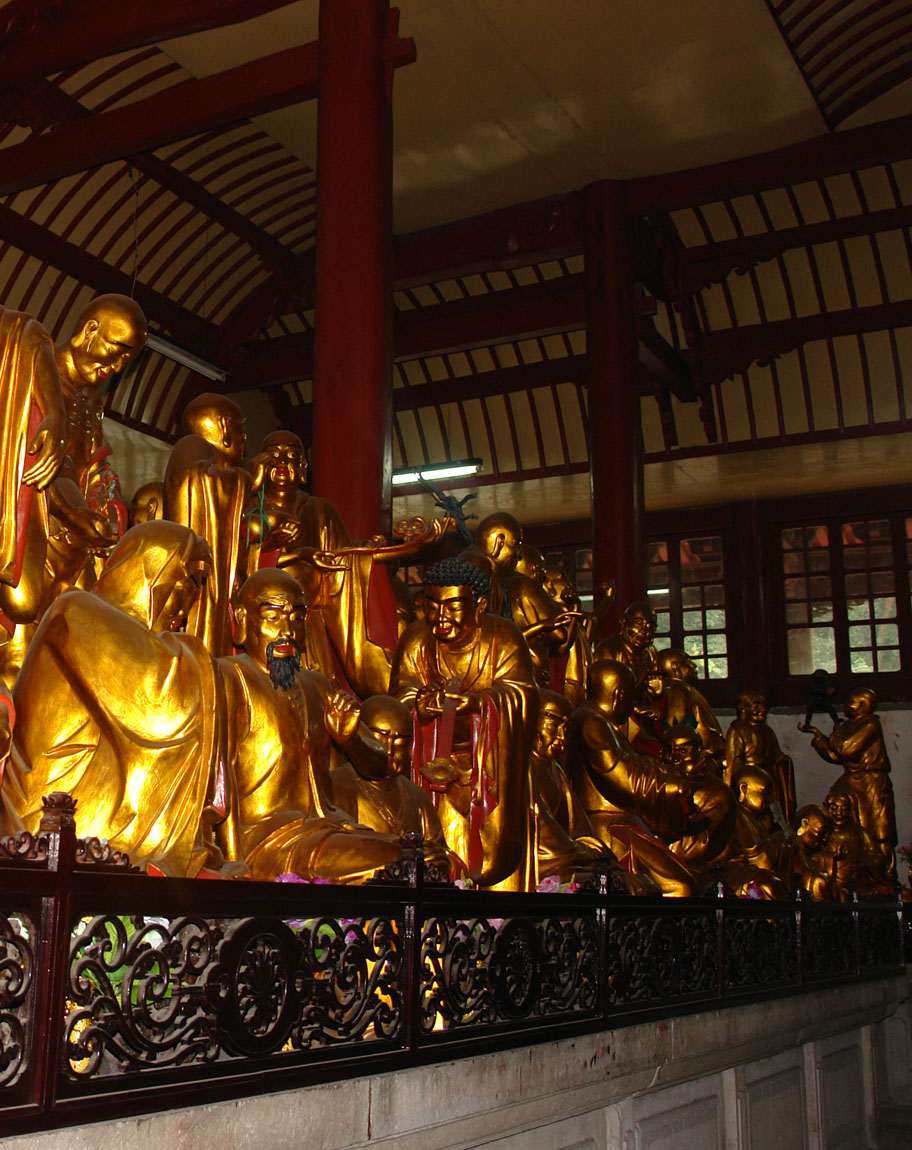
Salão dos Quinhentos Arhats
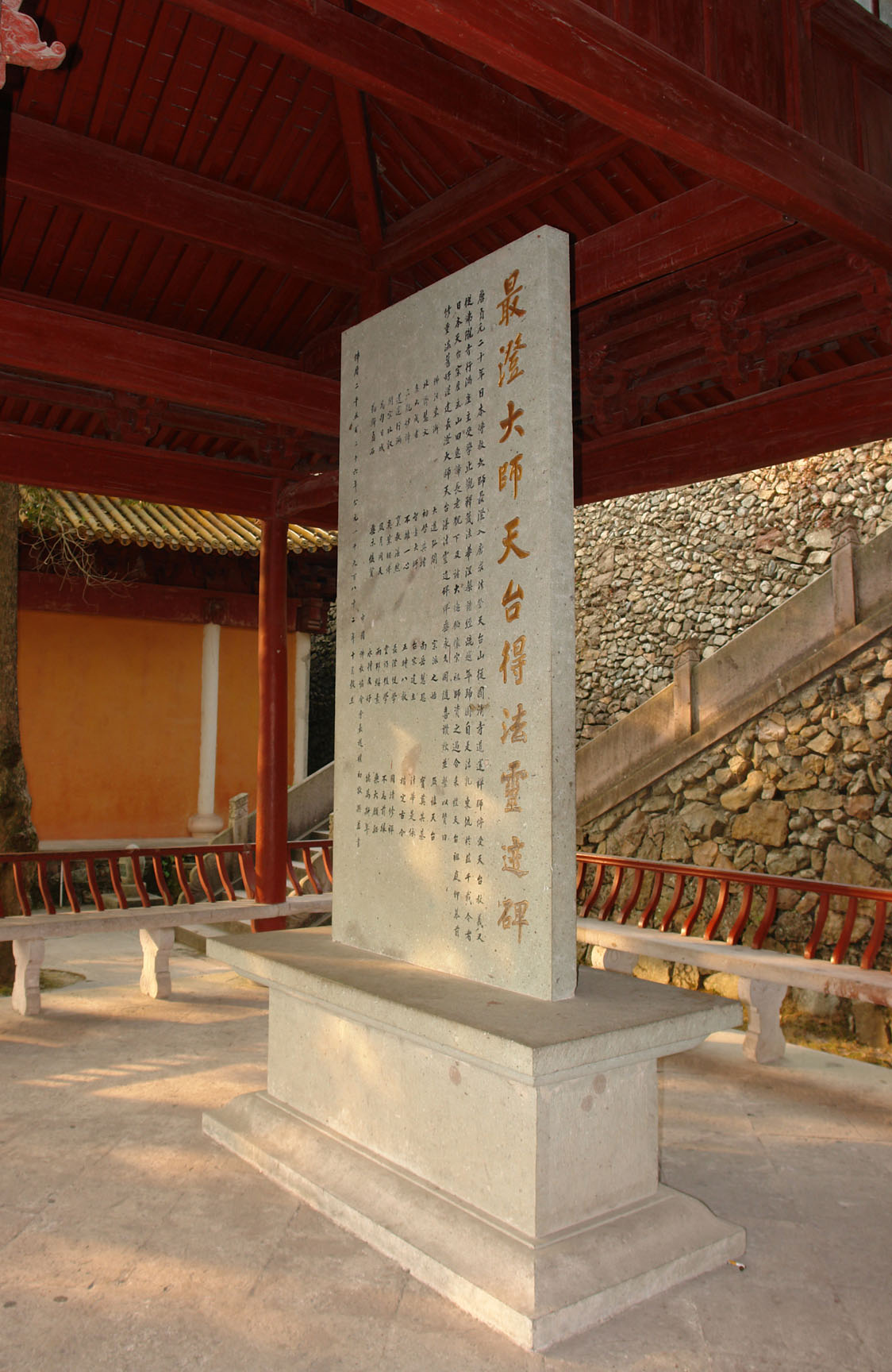
Estela no Templo Guoqing
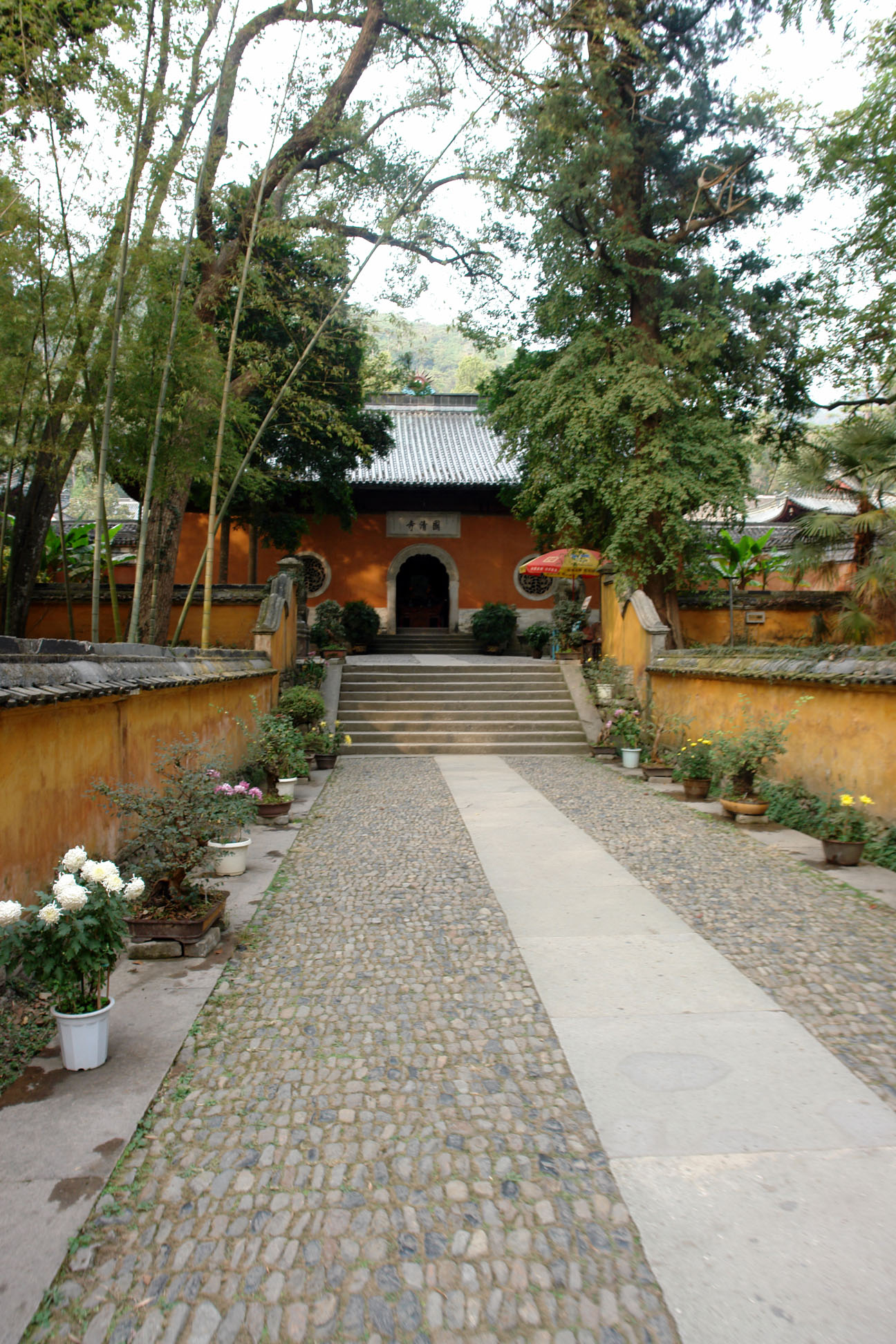
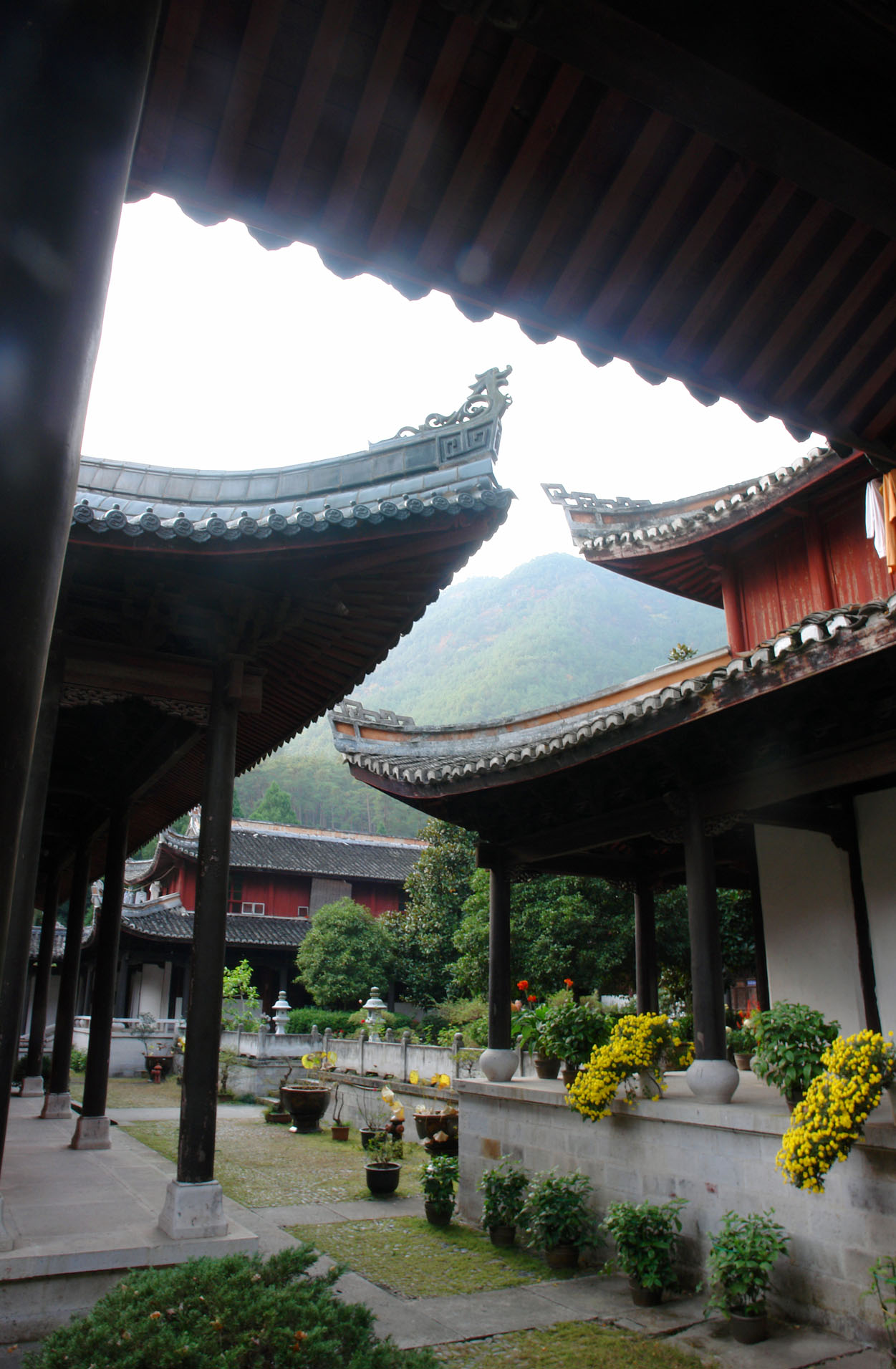